# フェーズドアレイレーダー

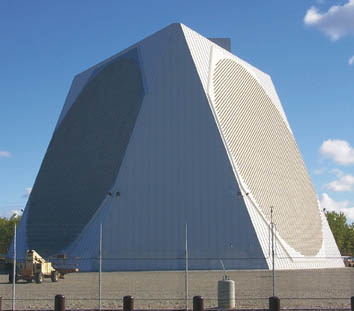
アラスカ州にあるフェーズドアレイレーダー（PAVE PAWS）写真左下の車両との大きさに注目されたい。艦船・航空機用はこれより小さい。

フェーズドアレイレーダー（英語: Phased Array Radar, PAR、位相配列レーダー）は、フェーズドアレイ型のアンテナを採用したレーダーのこと。フェーズドアレイ・アンテナは、アレイアンテナのうち、ビームの制御をアンテナ素子の励振係数の相対位相によって行うもののことを指す。電子走査アレイ（英: Electronically Scanned array, ESA）アンテナとほぼ共通の概念であるが、一部に、それぞれ片方の概念しか当てはまらないものもある。

## 動作原理
AN/SPS-39のような従来の3次元レーダーでは、ビーム走査方式として周波数走査（frequency scanning, FRESCAN）方式を採用していた。これは周波数を変化させることで各アンテナ素子の位相を擬似的に変化させてビームを走査するものであり、ビームの指向については比較的自由度が低かったため、多くの場合、垂直方向の走査のみをFRESCANとして、水平方向の走査はアンテナを直接指向する機械式としていた。
これに対し、フェーズドアレイ・アンテナにおいては、その名の通り、位相そのものの制御による位相走査（phase scanning）方式が採用されている。これは、各アンテナ素子（放射素子）に移相器を接続し、移相量を制御することでビーム走査を行う方式である。移相器によって移相量を任意に設定できることから、FRESCAN方式と比して自由度が極めて大きくなっている。
原理的にはかなり早期から提唱されていたが、移相器に代表される微細加工技術・半導体技術と、信号処理・高速電子計算機技術の進歩によって、1970年代より急速に3次元レーダーの主流として台頭した。

位相走査による指向性の制御の模式図。
放射パターン制御の自由度を表したアニメーション。

## アンテナ方式
フェーズドアレイ・アンテナでは、アンテナ素子・移相器と送信機・受信機の関係に応じて、パッシブ式とアクティブ式に大別できる。また広義には、移相器を用いないロットマンレンズ方式も含められる場合もある。

### パッシブ式
パッシブ式（パッシブ・フェーズドアレイ式、あるいはパッシブ電子走査アレイ（passive electronically scanned array, PESA）式）は、アンテナ素子の部分には移相器のみを内蔵する方式であり、発振器や増幅器のようなアクティブな回路を含まないことからこの名前がある。
送信機と受信機はアンテナ全体で1組しか備えられず、この送信機によるレーダー出力が、導波管によってそれぞれのアンテナ素子・移相器に分配されてゆく。このため、大出力の送信マイクロ波が移相器中を直接に伝播することになることから、耐電力性の観点から、フェライト移相器が用いられる事が多い。この移相器や給電分配回路の損失の影響を受けて、送信出力の減少や受信信号の減少が生じるという制約がある。またアンテナ全体を賄うために送信機はかなりの大出力となっており、この送信機に故障が生じるとレーダーとしての機能の喪失に直結する。

### アクティブ式
アクティブ式（アクティブ・フェーズドアレイ式、あるいはアクティブ電子走査アレイ（Active electronically scanned array, AESA）式）は、アンテナ素子ごとに分散した送信機・受信機・位相器を備える方式である。それぞれのアンテナ素子からの送信電力は小さくても済むことから、半導体化されていることが多い。
この場合、アンテナ素子が多数であるので、素子ごとか数個単位で、送信パス・受信パスそれぞれの位相を任意に調整できる位相器を含む送受信モジュール（T/Rモジュール）を配列する。これによってビームの指向制御を行うとともに、空間的に電力合成することによって等価的に大きな送信出力を得ることができる。
AESA式の場合、幾つかのT/Rモジュールが故障しても、レーダ全体への影響は軽微である。また半導体化によって個々のT/Rモジュールの信頼性も向上している。

### ロットマンレンズ式
上記のパッシブ式とアクティブ式は、いずれも移相器の移相量を制御してビーム走査を行うのに対して、ロットマンレンズ式では誘電体レンズ (Rotman lens) 内の電波の行路差を利用して位相を制御するのが特色である。電子戦装置のように広帯域特性が要求される場合に有利な方式であり、アメリカ海軍のAN/SLQ-32でも採用されている。

## ビーム走査方式
一般的なビーム形成方式はABF（Analog beam forming）と称される。これは送・受信ともにアナログ信号のままでビームを形成する方式であり、1度に1方向にしかビームを形成できない。
これに対し、1990年代以降は、DBF（Digital beam forming）によるマルチビーム走査の時代に入ってきた。これは所定方位・仰角範囲について同時に多数の受信ビームを形成することで、データレートの向上や超低サイドローブ化によるクラッタ抑圧性能の向上や多機能性の向上などが期待できるものである。一方、複数の受信マルチビームが覆う領域に送信波が届くように送信ビームは広く形成する必要があり、このため送信電力密度は小さくなる。

## 特徴
上記のような技術を用いることで、設計の複雑性や高価格化というデメリットを負う反面、下記のように多くのメリットを得ることができる。
多機能同時処理の実現
ビーム走査は全て電子計算機を用いて行うため、ABF方式でも、従来のレーダーと比べるとはるかに高速かつ多様な動作を実現できる。例えば捜索範囲内に複数の目標を探知した場合も、対空捜索と追尾を時分割で切り替えることで、複数目標に対する同時捜索・追尾（Multiple target track, MTT）を実現できる。また従来のレーダーでは追尾目標の有無に関わらず一定速度でビーム走査を行っているのに対し、フェーズドアレイレーダーでは、高速ビーム制御を利用して追尾目標へ重点的に送信電力を放射して、最適配分を実現できる。
可動部分や電子管の排除
フェーズドアレイレーダーでは、移相器を制御して電波ビームを二次元に走査可能であるため、捜索・探知・追尾の基本機能を達成するための機械的回転機構が不要となり、信頼性の向上や小型軽量化を期待できる。また回転する部分がなくなることは、アンテナ部分のレーダー反射断面積の低減にもつながる。一方、運用要求や費用対効果等の観点から、機械的回転機構を有するように設計することもできる。
また特にAESA式アンテナの場合、送信部に半導体増幅器を使用することによって、システムから電子管を排除して半導体集積回路のみで構成でき、更なる信頼性の向上や小型軽量化を期待できる。
電波ビーム形状変更の容易性
優れたビーム形成能力を生かして、捜索・探知・追尾の各機能ごとに適した形状のビームを形成することができる。例えば捜索モードでは垂直方向は広く水平方向は狭いファンビームを用いつつ、追尾モードではビーム幅を絞ったペンシルビームへと瞬時に切り替えることができる。また移相器の制御によってサイドローブのパターンも自由に変えることができるので、送信時と受信時のサイドローブのパターンを変えることで大幅に抑圧することができる。
データ取得率の向上
高速ビーム走査制御によって、まず高PRF送信による速度探知モードで遠距離目標を捜索・探知した後にFMレンジングによって距離探知を行うことで、S/N比の確保と探知距離の延伸を両立させることができる。また上記の時分割処理によるMTT機能のほか、送信ビームを高速・任意に走査できる特性を生かして、対空目標捜索と対地・水上目標捜索を同時に行うこともできる。
リアクション・タイムの短縮
艦載レーダーの場合、船体の動揺によってビームの指向方向が変化し、精度の低下などにつながることから、従来は機械的にアンテナをスタビライズする必要があったが、フェーズドアレイレーダーでは電子的にビームの空間安定化が可能であるため、極めて短時間にビームを所定の方向に指向でき、リアクション・タイムの短縮が可能となる。
電子防護能力の向上
上記のように、フェーズドアレイレーダーではサイドローブのパターンを自由に変えることができるという特性を生かして、妨害の影響を排除するように制御することができるほか、メインローブ方向からの妨害波に対してはビームを集中して探知能力を改善することもできる。
また特にAESAでは、アンテナ素子ごとに発射される電波の周波数を変えて、出力の弱い様々な周波数帯の電波を様々な走査方向やパターンで発射することが可能であり、目標から反射して戻ってくるこれらをすべて受信して集めてコンピュータで処理することで目標を探知する。また、様々な周波数帯の電波を発射するというスペクトラム拡散の機能は、周波数も広範囲に広がり、電波出力が小さいため、被探知の可能性を少なくすることができる。
抗堪性の向上
通常のフェーズドアレイレーダーは少なくとも数百、多くは千以上のアンテナ・モジュールで構成されているため、モジュールのうち一部が損傷を受けても、その損傷率が10％程度以下であれば性能劣化は軽微で、ほぼ正常の運用が可能である。

## 機種一覧

### 艦船用
アメリカ合衆国
- AN/SPS-33[注 3]
- AN/SPY-1
- AN/SPY-3
- AN/SPY-6
- AN/SPY-7

 イギリス/ イタリア/ フランス
- EMPAR

 イギリス
- SAMPSON

 イスラエル
- EL/M-2248 MF-STAR

 オーストラリア
- CEAFAR

 オランダ
- APAR
- SMART-L・S1850M

 スウェーデン
- シージラフAMB
- シージラフ4A

 中国
- 346型レーダー

 ドイツ
- TRS-3D
- TRS-4D

 日本
- OPS-12
- OPS-24
- FCS-2-21B
- FCS-3
- OPS-50
- OPS-48

 フランス
- アラベル（フランス語版）
- ヘラクレス
- MRR-3D

 ロシア
- マルス・パッサート
- 3R41
- フルケ（ロシア語版）
- ポリメント

### 航空機用
アメリカ合衆国
- AN/APG-63(V)2・3
- AN/APG-77
- AN/APG-79
- AN/APG-80
- AN/APG-81
- AN/APG-82
- AN/APG-83
- AN/APG-84（英語版）
- AN/APQ-164
- AN/APQ-181（英語版）
- AN/APY-1・2
- MESA（英語版）
- AN/APY-9
- AN/ASQ-236

 イギリス/ ドイツ/ イタリア/ スペイン
- CAPTOR-E

 イスラエル
- EL/M-2083（英語版）
- EL/M-2052（英語版）
- EL/M-2075
- EL/W-2085
- EL/W-2090

 イタリア
- 500E/7000E/7500E
- ビクセン500E/1000E

 イタリア/ スウェーデン
- レイヴン ES-05

 スウェーデン
- エリアイ
- PS-05/A Mk.5

 中国
- 1475型（KLJ-5）

 日本
- J/APG-1
- J/APG-2
- HPS-104/105
- HPS-106

 フランス
- RBE2

 ロシア
- ザスロン
- レーニネツ
- バルス
- イールビス
- ベルカ
- ペロ
- オサ
- コピヨーF（ファラオン）
- ジュークF
- ジュークMF
- ジュークMFS
- ジュークAE

### 地上用
アメリカ合衆国
- AN/FPS-117
- AN/MPQ-64（英語版）
- PAVE PAWS（英語版）
- AN/FPS-108（英語版）
- AN/SPQ-11（英語版）
- AN/TPS-59（英語版）
- エグリン空軍基地サイトC-6（英語版）
- AN/MPQ-53・65

 インド
- ラジェンドラ（英語版）

 スウェーデン
- ジラフAMB
- ジラフ4A

 中華民国（台湾）
- CS/MPQ-90

 中国
- H200
- KS-1（英語版）の管制レーダー
- YLC-2（英語版）

 日本
- 76式対砲レーダ装置 JMPQ-P7
- 対迫レーダ装置 JMPQ-P13
- 対空レーダ装置 JTPS-P14
- 対空レーダ装置 JTPS-P25
- J/TPS-100
- J/TPS-101
- J/TPS-102
- J/FPS-2
- J/FPS-3
- J/FPS-4
- J/FPS-5
- J/FPS-7

 フランス
- グランドマスター 400（英語版）

### ミサイルシーカー
日本
- AAM-4B 99式空対空誘導弾（B）[9]
- 81式短距離地対空誘導弾（C）[10]
- 03式中距離地対空誘導弾（改）[11]

 ロシア
- K-77M、K-77ME

### 気象用
- フェーズドアレイ気象レーダ（PAWR）[12][13][14]
- マルチパラメータ・フェーズドアレイ気象レーダ（MP-PAWR）[15]